# 暁の浚渫船
『暁の浚渫船』（あかつきのしゅんせつせん）は、1934年（昭和9年）に日本で製作・公開されたサイレント映画である。製作・配給大都映画。

## スタッフ
- 監督 : 大江秀夫
- 脚本 : 南映二
- 原作 : 南映二
- 撮影 : 岩藤隆光

## キャスト
- 隼秀人
- 琴糸路
- 大岡怪童
- 大山デブ子